# Sebastian Walch (Kupferstecher)

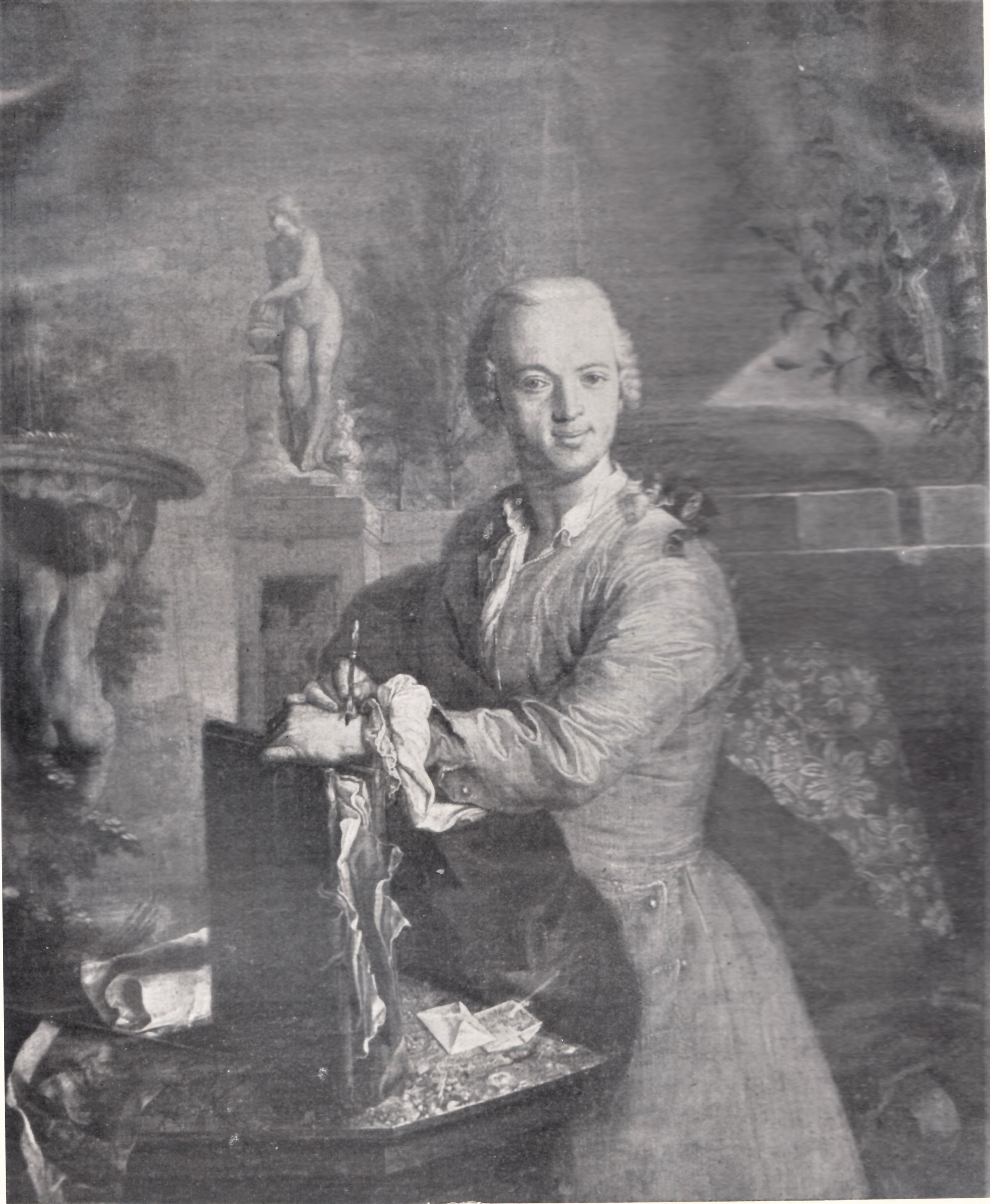
Sebastian Walch: Selbstbildnis

Sebastian Walch (* 17. Januar 1721 in Kempten (Allgäu); † 2. März 1788 ebenda) war ein deutscher Kaufmann, Amateur-Maler und -Kupferstecher.

## Leben

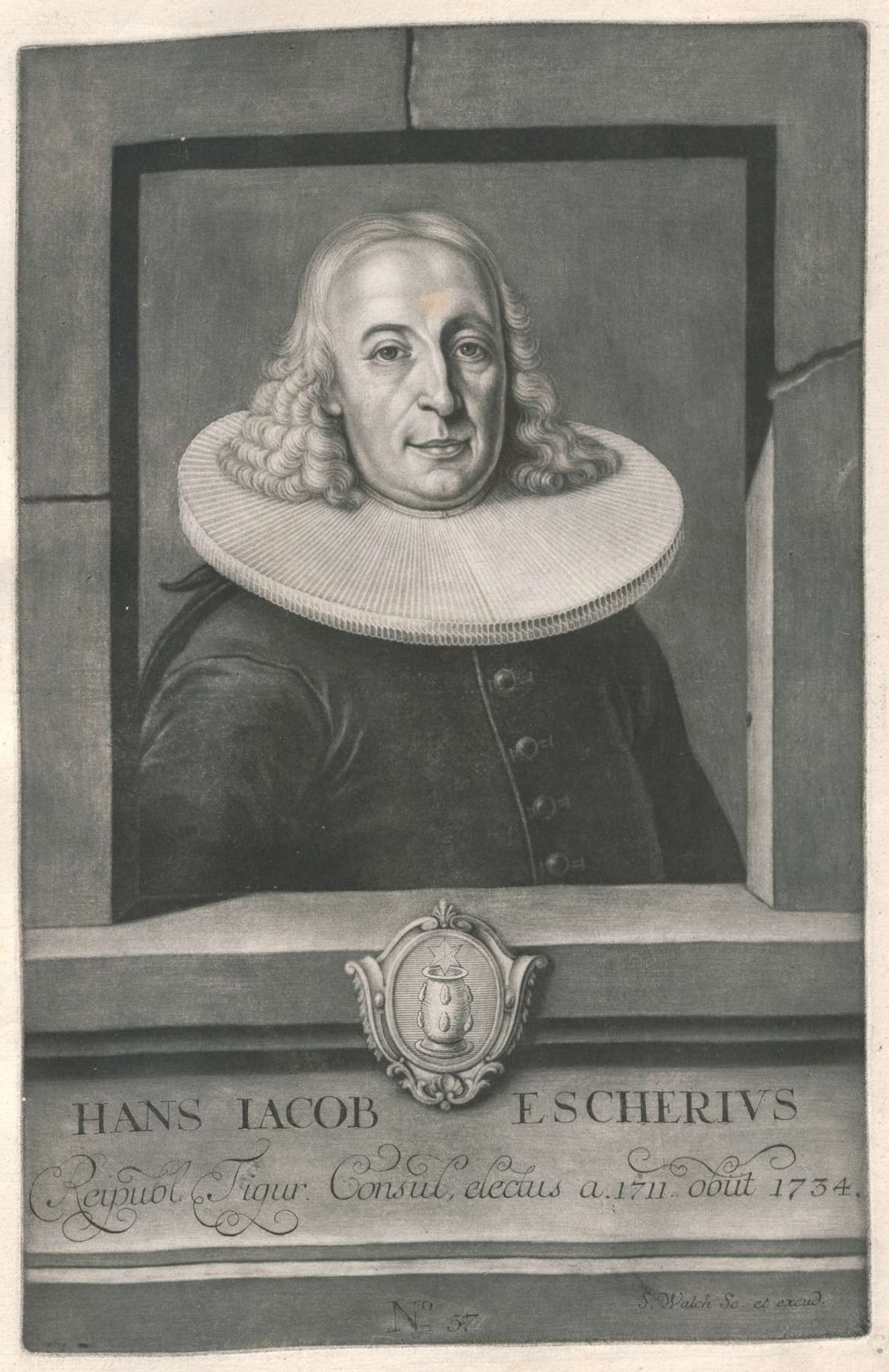
Von Walch gestochener Hans Jacob Escher, Bürgermeister von Zürich

Sebastian Walch war der Sohn des Nadlers und Ratsherren Johannes Walch (* 9. November 1669 in Kempten; † 12. Mai 1748 ebenda) und seiner Ehefrau Katharina Zorn, Tochter des Metzgers Martin Zorn. Um 1736 begann er eine kaufmännische Lehre bei einer Seidenfabrik in Zürich, danach war er acht Jahre in Zürich als Buchhalter tätig. Nach dem Tode seines Vaters kehrte er nach Kempten zurück, heiratete am 2. November 1750 Magdalena Kohler und führte bis 1753 ein eigenes Handelsgeschäft. Danach arbeitete er für dreizehn Jahre in der Firma von Johann Adam Kesel. In dieser Zeit war er auch als Ratsherr und Richter in Kempten tätig. 1767 übernahm er die Leitung der Kattunfabrik von Johann Heinrich Schüle in Heidenheim an der Brenz, kehrte jedoch schon 1768/69 nach Kempten zurück. Dort trat er in die Firma von Johann Jakob Jenisch ein, wo er bis 1786 arbeitete.
Aus seiner Ehe gingen vier Töchter und der Sohn Johann Walch (1757–1815) hervor. Dieser wurde Miniaturmaler und übernahm einen Kupferstichverlag in Augsburg und baute diesen zum Landkartenverlag aus.

## Künstlerische Tätigkeit

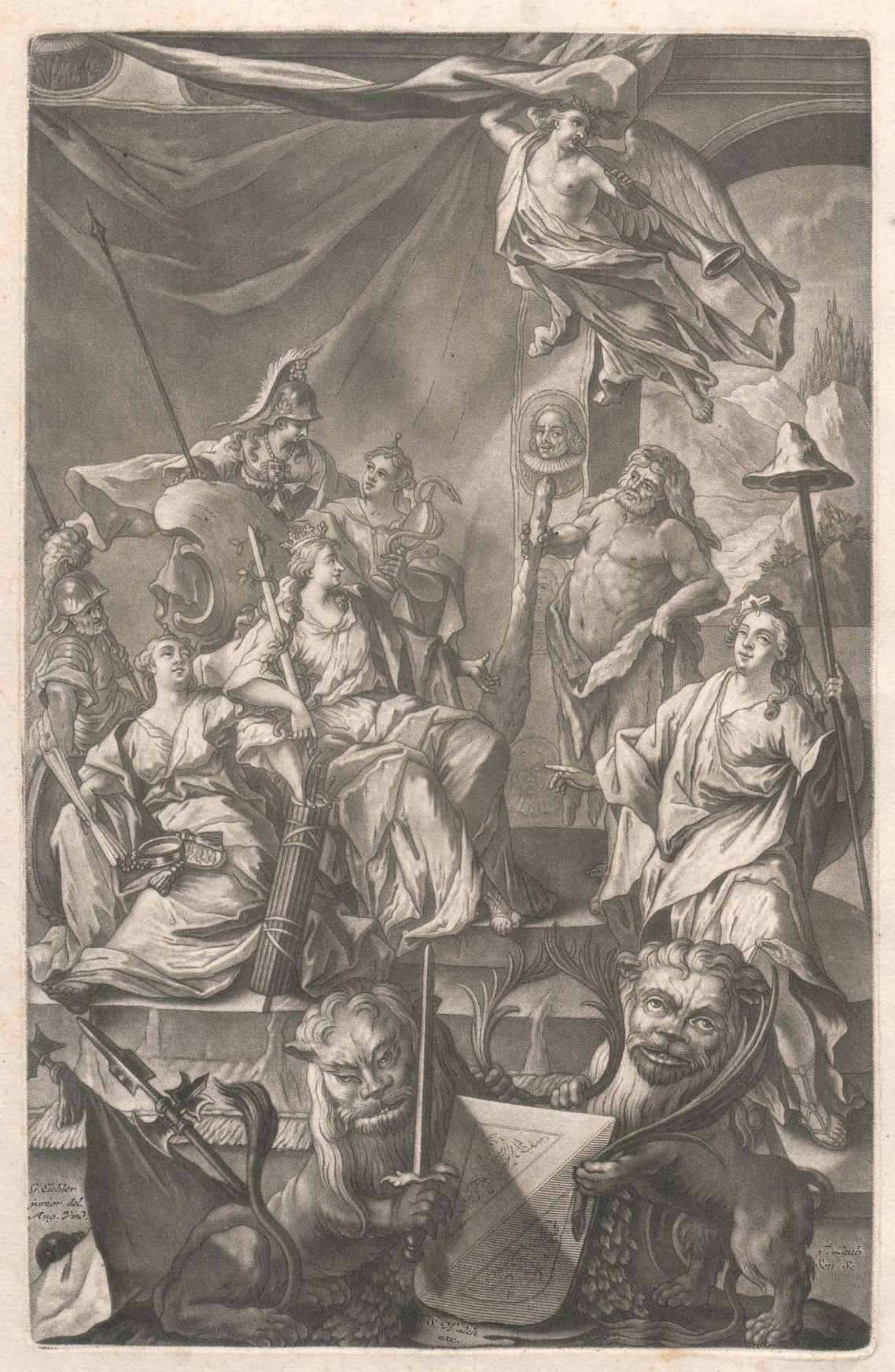
Titelkupfer für Walchs Porträts der Bürgermeister von Zürich, gezeichnet von Gottfried Eichler d. J. und gestochen von T. Laub

In Zürich scheint er in Kontakt zu dem Maler Johann Caspar Füssli gestanden zu haben, möglicherweise war dieser sein Lehrer in der Malerei. Aus seiner Zürcher Zeit stammt sein Selbstbildnis, das einzige bisher von ihm bekannte Gemälde.
Wohl ebenfalls noch in seiner Zürcher Zeit begann er sein bekanntestes Werk, das von ihm herausgegebenen und mit einem Vorwort und Text versehene Buch mit 60 Porträts sämtlicher Zürcher Bürgermeister von 1336 bis 1742. Die Porträts gehen auf Vorlagen, die Johann Caspar Füssli nach Originalen in der Zürcher Stadtbibliothek zeichnete, zurück und die Walch selbst und Valentin Daniel Preissler in Schabmanier stachen. Für das „Titelkupfer“ nutzte Walch ein nach Gottfried Eichler von Tobias Laub gestochenes Blatt.
Bekannt sind von ihm ferner Kupferstichbildnisse seines Vaters Johannes Walch, von Johann Elias Ridinger und von Johann Adam Kesel.